# Die Triffids – Pflanzen des Schreckens
Die Triffids – Pflanzen des Schreckens (orig. The Day of the Triffids) ist eine britische Science-Fiction-Miniserie aus dem Jahre 2009, die auf dem Roman „Die Triffids“ von John Wyndham basiert.

## Handlung
Die Ölindustrie nutzt genetisch veränderte Pflanzen, die so genannten Triffids, aus denen sich mit hoher Effizienz Öl gewinnen lässt. Die Triffids müssen allerdings in geschützten und bewachten Farmen gezüchtet und gehalten werden, da es sich um fleischfressende Pflanzen handelt, die sich selbstständig bewegen und Menschen angreifen können. Bill Masen, der Leiter einer solchen Farm, wird eines Tages von einem Triffid angegriffen und verliert dabei beinahe sein Augenlicht. Er wird im Krankenhaus behandelt und seine Augen werden für 24 Stunden verbunden.
Als in dieser Zeit ein besonders starker Sonnensturm auf die Erde trifft, erblinden alle Menschen, die sich – durch die Medien angespornt – dieses Spektakel ansehen, aufgrund des auf die Erde treffenden grellen Lichtes. So versinkt ganz London im Chaos. Es gibt scheinbar keine Hoffnung auf Rettung, denn weltweit sind fast alle Menschen erblindet. Sie sterben an Hunger, bringen sich gegenseitig um, sterben durch eine mysteriöse Seuche – und durch die Triffids. Denn mit dem Verlust des Augenlichtes haben die Menschen auch ihre Überlegenheit gegenüber den Triffids eingebüßt.
Der Forscher Bill Masen konnte durch seine Behandlung im Krankenhaus dem hellen Licht des Sturms entgehen. Mit Hilfe der Radiomoderatorin Jo Playton, die ebenfalls nicht erblindet ist, versucht er, die Triffids aufzuhalten.

## Produktion
Im November 2008 gab die BBC bekannt, dass sie eine neue Version des Filmes drehen werde. Dafür wurde ein Budget in Höhe von 15.000.000 Pfund veranschlagt. Für den Film wurden Dougray Scott und Joely Richardson für die Hauptrollen gecastet. Des Weiteren wurde die Komikerin Eddie Izzard für den Film verpflichtet.
Der Film wurde von Michael Preger und Stephen Smallwood produziert, Nick Copus (EastEnders) führte Regie. Das Drehbuch stammt von Patrick Harbinson.

## Besetzung
| Rolle        | Darsteller       | Dt. Synchronsprecher |
| ------------ | ---------------- | -------------------- |
| Bill Masen   | Dougray Scott    | Benjamin Völz        |
| Jo Playton   | Joely Richardson | Christin Marquitan   |
| Torrence     | Eddie Izzard     | Johannes Berenz      |
| Dennis Masen | Brian Cox        | Roland Hemmo         |
| Durrant      | Vanessa Redgrave | Gisela Fritsch       |
| Coker        | Jason Priestley  | Michael Iwannek      |
| Osman        | Shane Taylor     | Uwe Büschken         |
| Troy         | Troy Glasgow     |                      |
| Lucy         | Nora-Jane Noone  | Nicole Hannak        |
| Ashdown      | Adam Sinclair    |                      |
| Walter       | Ewen Bremner     | Bernhard Völger      |

## Veröffentlichung

### Ausstrahlung
| Teil | Datum BBC     | Datum Syfy   | Datum ProSieben | Einschaltquote bei BBC | Einschaltquote bei ProSieben |
| ---- | ------------- | ------------ | --------------- | ---------------------- | ---------------------------- |
| 1    | 28. Dez. 2009 | 21. Mai 2010 | 5. März 2012    | 6,10 Mio.              | 2,16 Mio.                    |
| 2    | 29. Dez. 2009 | 22. Mai 2010 | 12. März 2012   | 5,60 Mio.              | 1,67 Mio.                    |

### DVD
In England ist die Miniserie seit dem 1. Februar 2010 auf DVD und seit dem 22. Februar 2010 auf Blu-ray erhältlich. In Deutschland erschien sie am 28. Oktober 2011 auf DVD.

## Auszeichnung
- Die Triffids – Pflanzen des Schreckens gewann 2010 den BAFTA Award in der Kategorie „Best Visual Effects“.[8]